# 先锋街道 (衡阳市)
先锋街道，是中华人民共和国湖南省衡陽市雁峰区下辖的一个乡镇级行政单位。

## 行政区划
先锋街道下辖以下地区：
沿江南路社区、中山南路社区、光辉社区、左家台社区、爱民路社区、先锋社区、黄青巷社区和和平社区。